# Babycall
Babycall è un film del 2011 diretto da Pål Sletaune con protagonista Noomi Rapace.

## Trama
Anna e suo figlio Anders, di 8 anni, scappano dal violento padre del piccolo. Si trasferiscono ad un indirizzo segreto e Anna compra un babycall per avere la certezza che tutto sia ok quando il bambino dorme. Una notte Anna sente dei rumori, susseguiti da quello che sembra l'omicidio del piccolo Anders, ma quando va da lui è tutto tranquillo. Il piccolo però di notte riceve la visita di un bambino che va e viene quando vuole. Un giorno in un disegno del piccolo vengono trovate tracce di sangue, ed Anna inizia ad avere veramente paura.

## Produzione

### Budget
Il film ottiene un budget di circa 25 milioni di corone, circa 3,3 milioni di euro.

### Riprese
Le riprese della pellicola iniziarono il 18 marzo 2010 e terminarono il 15 maggio 2010.

## Promozione
Il 30 luglio 2012 è stato diffuso online il poster italiano del film, a pochi giorni di distanza dalla release del trailer.

## Distribuzione
La pellicola esce nei cinema norvegesi il 7 ottobre 2011. Viene poi presentato al Festival Internazionale del Film di Roma il 31 ottobre ed in altri festival europei tra la fine del 2011 e l'inizio del 2012. È uscito nei cinema italiani il 31 agosto 2012.
Il film viene vietato ai minori per la presenza di scene di violenza.

## Riconoscimenti
- 2011 – Festival Internazionale del Film di Roma
  - Premio Marc'Aurelio d'Argento della Giuria alla migliore attrice a Noomi Rapace
- 2011 – Hessian Film Awar'
  - Candidatura per il Miglior film
- 2012 – Festival internazionale del film fantastico di Gérardmer
  - Premio al miglior film
  - Premio della critica a Pål Sletaune
- 2012 – Premio Amanda
  - Candidatura per la Miglior attrice a Noomi Rapace
  - Candidatura per la Miglior fotografia a John Andreas Andersen
  - Candidatura per il Miglior montaggio a Jon Endre Mørk
  - Candidatura per il Miglior film a Turid Øversveen
  - Candidatura per la Miglior scenografia a Roger Rosenberg
  - Candidatura per la Miglior sceneggiatura a Pål Sletaune
  - Candidatura per il Miglior sonoro a Tormod Ringnes e Christian Schaanning
  - Candidatura per il Miglior attore non protagonista a Kristoffer Joner
  - Candidatura per i Migliori effetti visivi a Morten Moen e Torgeir Sanders